# Prince Abdulaziz (яхта)
Prince Abdulaziz — суперъяхта королевской семьи Саудовской Аравии, официально входит в состав ВМС (по другим данным в состав береговой охраны). На момент постройки самая большая в мире.

## История создания
Яхта является одной из Королевских яхт саудовской королевской семьи. Её владельцем является король Абдалла. Яхта была построена на верфи Helesinger Vaerft в Дании. Король хотел иметь самую большую и необычную яхту и действительно интересна с точки зрения дизайна. Например, главное фойе — копия такого же помещения на Титанике, с большими пространствами и классической мебелью. Также интересна высокая скорость яхты, которая составляет около 22,6 узлов.

## Описание
Для 22 гостей и 18 экипажа на борту яхты 12 малых кают и 9 двух местных с балконами с видом на океан. Королевский салон так же с большим балконом. Все каюты оцениваются равными 5-звёздочному отелю. Кроме того, есть открытый бассейн и хорошие места для принятия солнечных ванн. Внутри — большая ванна-джакузи на 10 человек. Есть ресторан, гостиная может использоваться как конференц-зал. Кроме того, на борту один из самых больших ЖК-телевизоров и профессиональная аудиосистема. На баке есть площадка, на которой может базироваться вертолет среднего класса.